# Kirchdorf an der Amper
Kirchdorf an der Amper est une commune de Bavière (Allemagne), située dans l'arrondissement de Freising, dans le district de Haute-Bavière.